# スズキ・GN125

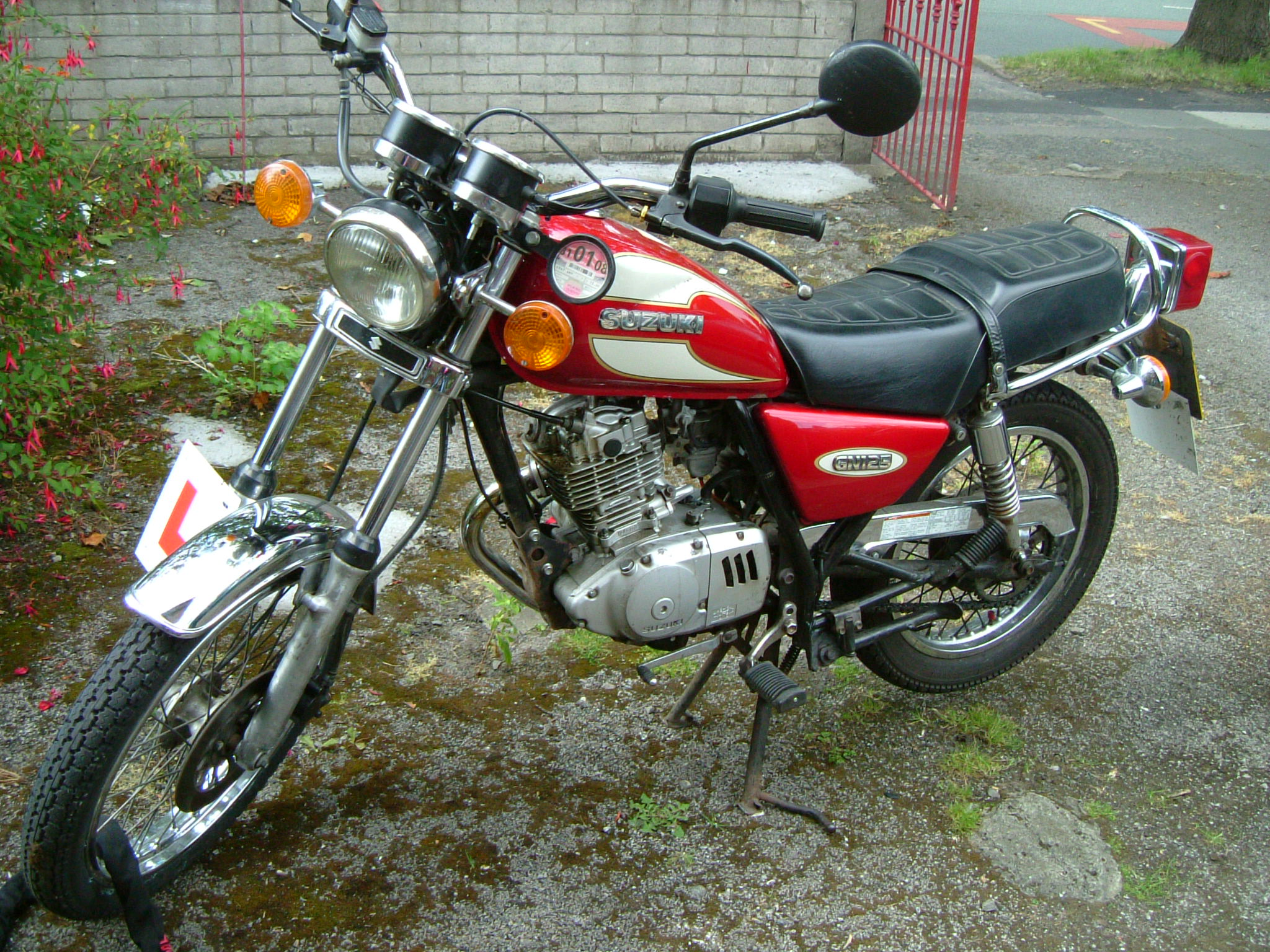
GN125（日本国外向けスポーク仕様モデル）

GN125（ジーエヌひゃくにじゅうご）とは、スズキが製造・発売するオートバイ（第二種原動機付自転車）である。
本項では、1980年代に販売された日本国内生産車種と、1990年以降に日本国外でOEM生産された車種とを、「GN125」として解説するとともに、関連する派生車種についてもあわせて解説する。

## 概要
1980年代前半にGN400・GN250・GN125・GN80・GN50と5つの排気量クラスで販売されたアメリカンタイプの車種「GNシリーズ」の一角として発売された。アメリカン風ロー&ロングのフォルムをもち、ティアドロップ形状の燃料タンクを採用。空冷単気筒エンジンを搭載。キャストホイールを採用（一部の日本国外輸出モデルを除く）、ビジネスユースも意識したオールマイティな仕様となっている。

## 車両解説
GN125は125cc4ストローク単気筒エンジンを搭載し、1982年4月に発売された。
日本国内では全車GN125Eという名称で販売されていたが、これは発表当時の命名基準（キャストホイール仕様のモデルには末尾に「E」を付ける）に倣ったためであり、スポークホイールの設定があった日本国外輸出向けモデルには、GN125（末尾に「E」が付かない）が存在する。
なお後述する中国生産GN125は全車キャストホイールであるが、上記の命名基準に倣わず独自の命名方法を行っている。
大幅な変更もなく18年間に渡り生産され続けてきたが、販売台数が減少したことに加え、最新の排ガス・騒音規制へ対応させることが難しくなったために、1999年日本国内での販売は終了になった。日本国外向けへはその後も数年間生産を継続。
現在では、スズキから技術供与を受けた中国のオートバイメーカー大長江集団が、中国・広東省にてGN125のOEM生産を行っており、並行輸入という形になるが日本国内でも購入することが可能である。また2016年現在、ニュージーランド向け仕様として GN125H も販売されている。
なお中国では中小のバイクメーカーがGN125の構造の簡易さに目を付け、スズキの許可なく模倣を行っており、数多くのコピー車が出回る事態になっている。

### 仕様沿革
日本国内生産 GN125E (NF41A)
- GN125E（1982年4月-） 初期型。
- GN125EJ（1988年2月-） カラーリングの変更。
- GN125EK（1989年1月-） 小変更。
- GN125EM（1990年9月-）(1993年4月-)
  - カラーリングの変更。
  - サイドストライプのカラーがレッド＆ゴールドからブルー＆シルバーに。
  - サイドカバーのエンブレムのロゴを「GN125E」から「GN125」へ変更。
- GN125ES（1995年3月-）最終型。
  - ヘッドランプを常時点灯式に変更。
  - ハンドルスイッチの形状が見直され、ウインカースイッチがプッシュキャンセル化。
  - リアービューミラーの形状を変更。
  - 左側リアービューミラーを追加。
  - 抵抗入り点火プラグへ変更。

中国 大長江集団製 GN125
- GN125 初期型。
  - 仕様は1990年に発表されたGN125EMに準じる。ウィンカースイッチのプッシュキャンセル化など、GN125ESで変更された部分は反映されていない。
- GN125H（2005-）GN125Fの発売後も継続生産。
  - エンジンの改良により出力向上(11.5ps→12.5ps)。
  - キャブレターの変更。その他小変更。
- GN125F（2006-）、22か所もの大幅改良。
  - ヘッドライトが高輝度化。
  - 新型ディスクブレーキの採用。
  - 燃料計の追加。
  - 新型マフラーの採用。
  - スイッチボックスの改良。

## 関連車種
兄弟車として、スポーツタイプのGS125Eが1982年に発売された。
中国では125cc級オートバイの人気が非常に高く、GN125をベースに下記の派生モデルが開発されている。

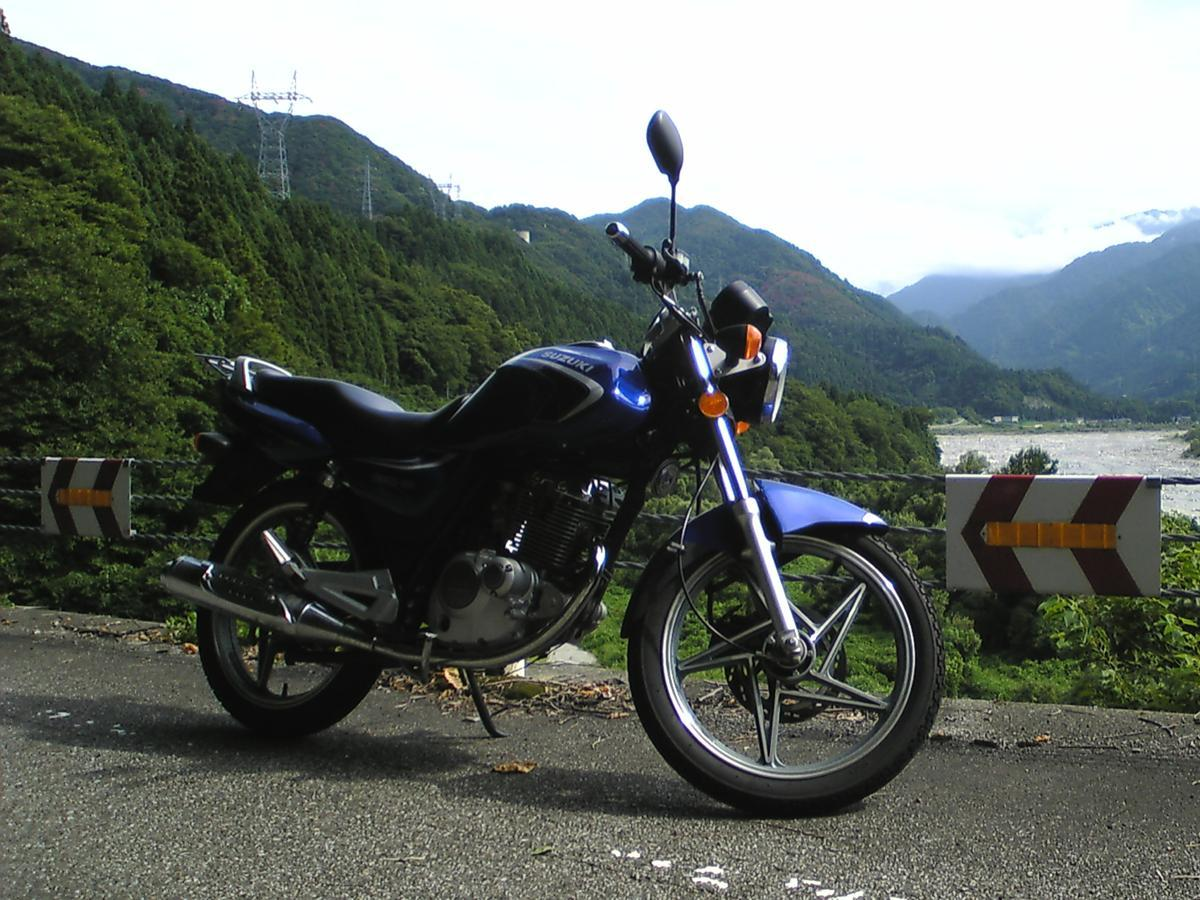
EN125-2A

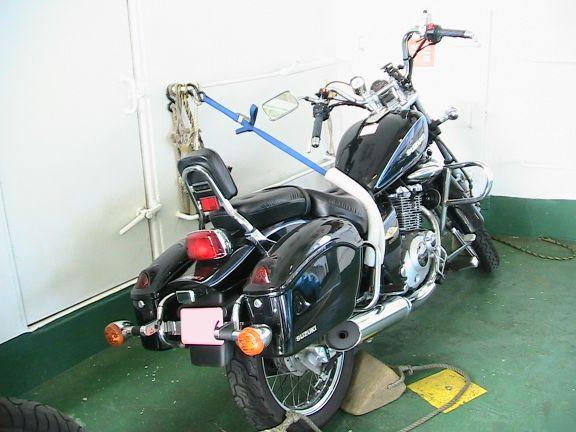
中国大長江集団製 GZ125HS (SUZUKI OEM)

- EN125 （中国広東省・大長江集団製）

スポーツタイプ。アメリカン風ビジネスバイクのGN125をスタイリッシュなスポーツタイプに仕上げたモデルでGS125Eに近い。GN125のH型からF型への移行と同時期にスイッチボックスが改良されている。GN125Hと異なり、エンジンのカムチェーンのテンション調整は自動化されている。
- EN125-2、ビキニカウル、セパレートハンドル仕様。アンダーカウル付きの6速仕様と、カウルレスの5速仕様が存在する。
- EN125-2A、ネイキッド仕様。5速。GN125Hと同じく日本国内で入手可能。
- EN125-3、2008年より。ビキニカウル、セパレートハンドル仕様。スピードメーターが従来の機械式から電気式となりデジタル表示となったほか、マフラーなどの意匠が変更されている。エンジンにも小変更が加えられている。

- GZ125 （中国広東省・大長江集団製）

アメリカンタイプ。ビジネスバイクのGN125をゴージャスなアメリカンタイプに仕上げたモデル。豪爵（Haojue）グループにてスズキ・ブランド（OEM）で取り扱われている。125ccクラスとしてはかなり大柄な車体に、エンジンガードやパニアケースなど備え、ツアラーとしての装備も充実してたモデルとなっている。
かつてスズキが生産していたマローダー125と同じモデルネームであるが、別の車種である。
- QS125 （中国山東省・軽騎鈴木製）

アメリカンタイプ。ビジネスバイクのGN125をすっきりとしたスタンダードタイプに仕上げたモデル。GN125からフレームやエンジンなど主要部品を流用し、燃料タンクを14リットルに拡大。外装を独自のものに変更。事実上の後継車種になる。